# Premio Per Anger
El Premio Per Anger es un premio de derechos humanos que se otorga en Suecia, creado en 2004 en memoria del diplomático Per Anger, que murió en 2002. El premio es administrado en nombre del gobierno sueco por el Foro de la Historia Viva de Estocolmo y se entrega anualmente a una persona u organización en reconocimiento del esfuerzo realizado para la defensa de los derechos humanos y de la democracia.
El premio es una obra de arte de plata que tiene dos manos que protegen una forma esférica. El peso del plata en la obra de arte es como el peso de un corazón. La obra de arte fue creada por los arquitectos y diseñadores Andreas Ferm y Jani Kristoffersen.

## Premios otorgados
- 2004 Erkebiskop Gennaro Verolino, quien salvó a los judíos durante la ocupación alemana de Hungría en 1944.
- 2005 Arsen Sakalov por su trabajo en el documentar y reportar el abuso en Chechenia.
- 2006 Aljaksandr Bjaljatski por su compromiso con los derechos humanos en Bielorrusia.
- 2007 Organización Femenina Popular de Colombia porque a pesar del entorno amenazante optó por resistir al poder de armas y fortalecer las voces que están en peligro de ser silenciadas.
- 2008 El obispo Sebastian Bakare, Zimbabue, por haber dado voz a la lucha contra la opresión y por la libertad de expresión y de opinión en una posición política presionada con valor y sacrificio personal.
- 2009 Brahim Dahane, activista de derechos civiles del Sáhara Occidental
- 2010 Elena Urlaeva, activista de derechos civiles en Uzbekistán
- 2011 Narges Mohammadi, activista de derechos humanos en Irán
- 2012 Sapiyat Magomedova, abogada de derechos humanos en Dagestán
- 2013 Justine Ijeomah, activista de derechos humanos en Nigeria
- 2014 Rita Mahato, activista de derechos humanos de Nepal, por su esfuerzo por las mujeres víctimas de violencia[1]
- 2015 Islena Rey Rodríguez, activista de derechos humanos en Colombia
- 2016 Abdullah al-Khateeb, activista de derechos humanos en Siria
- 2017 Gégé Katana Bukuru, activista de derechos humanos en la República Democrática del Congo
- 2018 Teodora del Carmen Vásquez, activista en defensa de los derechos de las mujeres en El Salvador
- 2019 Najwa Alimi, periodista en Afganistán (nacida en 1993 o 1994)
- 2020 Intisar Al-Amyal, activista en defensa de por los derechos de las mujeres en Irak
- 2021 S'bu Zikode (Sibusiso Innocent Zikode). activista de derechos humanos de Sudáfrica[2]
- 2022 Anabela Lemos, activista climática de Cabo Delgado en Mozambique[3]
- 2023 Malú García Andrade, defensora de derechos humanos y abogada de México. Exige justicia para niñas y mujeres desaparecidas y asesinadas en México. Durante más de 20 años, ha luchado para que los organismos encargados de hacer cumplir la ley y los legisladores tomen en serio los crímenes contra las mujeres, para que se investiguen los asesinatos y para que los perpetradores sean procesados y castigados.[4]